# Fertigungsmesstechnik
"Fertigungsmesstechnik steht als Oberbegriff für alle mit Mess- und Prüfaufgaben verbundenen Tätigkeiten, die beim industriellen Entstehungsprozess eines Produktes zu erbringen sind." Ein wichtiges Teilgebiet der Fertigungsmesstechnik ist die Messung von Länge, Winkel, Gestalt und Oberfläche, also die Messung der Geometrie von Werkstücken.
Wichtigste Aufgabe der Fertigungsmesstechnik ist es, im Produktentstehungsprozess, der sich von der Entwicklung und Konstruktion bis zur Auslieferung an den Kunden erstreckt, Information über die Qualität von Produkten und Prozessen in Form von Mess- und Prüfdaten zu liefern, die die Grundlage für die Qualitätssicherung bilden. Dabei beschränkt sich der Begriff Fertigungsmesstechnik nicht auf technische Verfahren zur Ermittlung der Messwerte, sondern erstreckt sich auch auf organisatorische Aspekte, die mit der Mess- und Prüftechnik in der Fertigung verknüpft sind.
Insgesamt kann die Fertigungsmesstechnik als Qualitätskontrolle der Produktionsmethoden und der erzeugten Produkte sowie der Wirtschaftlichkeit definiert werden. Dazu gehören unter anderem:
- laufende Prüfung der Produktionsprozesse und der Werkzeugmaschinen (siehe z. B. CNC-Maschinen)
- zeitweilige Überprüfung ihrer Wirtschaftlichkeit
- laufende zerstörungsfreie Werkstoffprüfung
  - z. B. Durchstrahlungsprüfung, Ultraschallprüfung, Thermografie
  - Prüfung der Abmessungen (siehe Toleranz (Technik)) und der Maßhaltigkeit (z. B. mit Messuhren, Dehnmessstreifen, Mikrometern, Koordinatenmesssystemen)
- stichprobenartige zerstörende Werkstoffprüfung
  - z. B. Härteprüfung, Vibrationsprüfung, Zugfestigkeit
  - chemische Beständigkeit, Hitzebeständigkeit, Thermische Analyse